# Quiró (satèl·lit hipotètic)
Quiró és un hipotètic satèl·lit de Saturn anunciat per Hermann Goldschmidt com el novè satèl·lit de Saturn a l'abril de 1861. La seva òrbita estaria entre els satèl·lits Tità i Hiperió. El seu descobriment no ha estat mai confirmat i actualment s'ha determinat que el satèl·lit no existeix.
El novè satèl·lit de Saturn (en ordre de descobriment) fou el satèl·lit Febe el 1899
Un objecte descobert el 1977 i classificat com a centaure rebé també el nom de (2060) Quiró.

## Temis
L'abril del 1905 William Henry Pickering, qui el 1899 descobrí el satèl·lit Febe, anuncià el descobriment d'un altre satèl·lit de Saturn, el desè, que suposadament orbitava entre Tità i Hiperió i que anomenà Temis. Igual que Quiró no s'ha tornat a observar des de llavors.